# Yulin, Shaanxi
Yulin är en stad på prefekturnivå i Shaanxi-provinsen i nordvästra Kina. Den ligger omkring 430 kilometer norr om provinshuvudstaden Xi'an.

## Administrativ indelning
Prefekturen Yulin omfattar en yta som är något mindre Jämtlands län. Yulin indelas i ett stadsdistrikt, som omfattar den egentliga stadskärnan, och den omgivande landsbygden indelas i elva härad.
- Stadsdistriktet Yuyang (榆阳区), 7 053 km², 460 000 invånare, centrum och säte för stadsfullmäktige;
- Häradet Shenmu (神木县), 7 635 km², 370 000 invånare;
- Häradet Fugu (府谷县), 3 212 km², 210 000 invånare;
- Häradet Hengshan (横山县), 4 084 km², 330 000 invånare;
- Häradet Jingbian (靖边县), 5 088 km², 290 000 invånare;
- Häradet Dingbian (定边县), 6 920 km², 310 000 invånare;
- Häradet Suide (绥德县), 1 878 km², 350 000 invånare;
- Häradet Mizhi (米脂县), 1 212 km², 210 000 invånare;
- Häradet Jia (佳县), 2 144 km², 250 000 invånare;
- Häradet Wubu (吴堡县), 428 km², 80 000 invånare;
- Häradet Qingjian (清涧县), 1 881 km², 210 000 invånare;
- Häradet Zizhou (子洲县), 2 043 km², 310 000 invånare.

## Klimat
Genomsnittlig årsnederbörd är 716 millimeter. Den regnigaste månaden är juli, med i genomsnitt 246 mm nederbörd, och den torraste är januari, med 3 mm nederbörd.